# Murlinka
Murlinka (lit. Murlinė) – wieś na Litwie, w okręgu wileńskim, w rejonie wileńskim, w gminie Niemież, przy linii kolejowej Kiwiszki – Wołczuny. Graniczy z Wilnem.

## Historia
W dwudziestoleciu międzywojennym kolonia leżąca w Polsce, w województwie wileńskim, w powiecie wileńsko-trockim, w gminie Rudomino. W 1931 miejscowość liczyła 146 mieszkańców, zamieszkałych w 24 budynkach.
Po II wojnie światowej w granicach Związku Sowieckiego. Od 1991 na niepodległej Litwie.

## Ludzie związani z miejscowością
- Henryk Walinowicz (ur. w 1932 w Murlince) – polski podpułkownik, wykładowca szkół wojskowych
- Honorata Danilczenko (ur. w 1948 w Murlince) – polska profesor nauk rolniczych[3]